# Michael Harner
Michael Harner (Washington, D.C., 27 de abril de 1929 - 3 de fevereiro de 2018) foi um antropólogo americano e investigador em xamanismo, fundador e presidente da Fundação para Estudos Xamânicos (Foundation for Shamanic Studies), sediada em Mill Valley, Califórnia.

## Vida
Durante seu trabalho de campo entre os Shuar, os Conibo e outros povos indígenas do Alto Amazonas no início dos anos sessenta, Harner foi iniciado em xamanismo. Ele foi o fundador do renascimento contemporâneo no mundo ocidental do interesse pelo xamanismo. Michael Harner ensinava xamanismo e cura xamânica.
À essência de seus estudos comparativos ele se refere como xamanismo essencial (core shamanism) e tem a sua própria abordagem para lidar com o xamanismo e suas técnicas. Além disso Harner é o fundador e diretor da Fundação para Estudos Xamânicos (FSS), que é principalmente dedicada à conservação em todo o mundo da investigação e disseminação do conhecimento xamânico.

## Publicações
- The Jivaro – People of the Sacred Waterfalls. University of California Press, Berkeley CA 1972, ISBN 0-520-05065-7.
- The Ecological Basis for Aztec Sacrifice. In: American Ethnologist. Nr. 4, 1977, S. 117–135.
- Cannibal. Morrow, New York NY 1979, ISBN 0-688-03499-3.
- The Way of the Shaman. Harper & Row, San Francisco CA 1980, ISBN 0-06-063710-2. Deutsch: Der Weg des Schamanen. Ariston, Genf 1981, ISBN 3-7205-1819-1.
- Core Shamanism defended. In: Shaman's Drum. Spring issue, 1988, S. 65–67.
- Shamanic counseling. In: G. Doore (Hrsg.): The Shaman's Path. Healing, Personal Growth and Empowerment. Shambhala, Boston MA 1988, S. 179–187.
- Journeys Outside of Time. The Way to Knowledge and Wisdom. Unwin Paperbacks, London 1990, ISBN 0-04-440587-1.
- Cave and Cosmos:  Shamanic Encounters with Another Reality. North Atlantic Books, Berkeley, 2013, ISBN 978-1-58394-546-9.